# Rudolph Goclenius
‎
Rudolph Goclenius [starejši] (ali Göckel), nemški sholastični filozof, leksikonograf in pedagog, * 1. marec 1547, Corbach, † 8. junij 1628.

## Življenje in delo
Po študiju na Univerzi v Erfurtu, v Marburgu in v Wittenbergu je na slednji postal profesor filozofije, logike, metafizike in etike.
Zaslužen je za izum besed: psihologija (1590) in ontologija (1613).
Njegov najstarejši sin, Rudolf Goclenius mlajši, je bil profesor v Marburgu.